# Cryptochrostis flava
Cryptochrostis flava là một loài bướm đêm trong họ Noctuidae.